# Ihme
Die Ihme ist ein etwa 16 km langer linker Nebenfluss der Leine in Niedersachsen. Von der Einmündung des Schnellen Grabens in Hannover (Leinekilometer 17,31) bis zur Mündung in die Leine (km 20,89) ist die Ihme eine Bundeswasserstraße, für die das Wasserstraßen- und Schifffahrtsamt Mittellandkanal / Elbe-Seitenkanal zuständig ist.

## Name
Der Fluss wird im Jahr 1351 erstmals schriftlich erwähnt (supra aquam dictam Ymene). Der Name ist vermutlich urverwandt mit dem griechischen Wort oimos für 'Gang' und bedeutete wohl 'Fluss/Bach, an dem man entlang geht'.

## Flusslauf bis zum Schnellen Graben
Die Ihme bildet sich im östlichen Deistervorland nahe der Ortschaft Evestorf. Das Fließgewässer erhält Zufluss vom von Westen kommenden Wennigser Mühlbach und vom von Südwesten kommenden Bredenbecker Bach, der Beeke. Von dort fließt die Ihme zunächst in Richtung Ost-Nordost. Am Zusammenfluss der beiden Bäche wurde 2009 vom Ortsrat Evestorf und vom Verkehrs- und Verschönerungsverein Wennigsen v. 1896 der „Ihmestein“ als touristische Landmarke errichtet. Das Ortswappen von Evestorf zeigt die Ihme mit ihren beiden Quellflüssen.
Vor dem Bau der Kalkbahn entlang des Bredenbecker Bachs Ende des 19. Jahrhunderts hatte der Zusammenfluss noch deutlich östlich der Hamelner Chaussee gelegen.
Östlich der Bundesstraße 217, an der Grenze zu Ronnenberg, liegt die Einmündung des Holtenser Bachs und die Kläranlage Evestorf der Gemeinde Wennigsen, deren gereinigtes Wasser ebenfalls über die Ihme abgeführt wird.
Im Jahr 2011 wurde das Flussbett der Ihme bei Vörie auf einer Länge von 800 Metern umgelegt.
Ziel der Umflut war die Wiederherstellung der Ökologischen Durchgängigkeit, welche durch die Sohlschwelle der Wassermühle Vörie beeinträchtigt war. In Rahmen dieser Maßnahme wurde das Gewässer Ober- und Unterstrom auf mehreren Kilometern renaturiert.
Die Ihme gibt dem südwestlich von Hannover liegenden Dorf Ihme seinen Namen, das zusammen mit dem Dorf Roloven den Ronnenberger Ortsteil Ihme-Roloven bildet.
Von Kückenmühle bis Hemmingen verläuft die Stadtgrenze von Hannover entlang der Ihme. In einem unbebauten Bereich zwischen Hemmingen und Hannover wurde die vormals begradigte Ihme im Jahr 2020 renaturiert. Dazu wurde die Ihme in ein mäandrierendes Flussbett auf Hemminger Gebiet verlegt, wodurch in diesem Bereich die Stadtgrenze von Hannover nicht mehr direkt am Fluss verläuft.
Nach wenigen Kilometern erreicht die Ihme den hannoverschen Stadtteil Ricklingen. Dort fließt sie teilweise an steilen Ufern entlang in mehreren Windungen durch das Ricklinger Holz und dann an den Ricklinger Kiesteichen und dem Freibad Ricklingen vorbei. Hier im Nordteil des Großen Ricklinger Teichs entwässert der Seniebach die Ricklinger Kiesteiche in die Ihme. Ein Flussdeich schützt Ricklingen vor Überschwemmungen. In Ricklingen wird die Ihme traditionell als „Beeke“ bezeichnet (siehe die hiesige Beekestraße).
Von der Einmündung des Holtenser Bachs bis zum Ricklinger Holz markierte die Ihme die Grenze der Ämter Koldingen und Calenberg und bis 1932 die der Landkreise Linden und Hannover. Der Gewässerabschnitt trug den Namen Landwehr. An der Landwehr, beziehungsweise der Ihme, lagen vier Wassermühlen bei Vörie, Bettensen, Kückenmühle und Ricklingen an der Unterquerung der Göttinger Chaussee. Eine fünfte Mühle bestand von 1875 bis 1881 an der Ricklinger Straße An der Bauerwiese.
Die Unterhaltung der Ihme obliegt bis zur Einmündung des Schnellen Grabens dem Unterhaltungsverband 52 „Mittlere Leine“.

## Die Ihme im Bereich Calenberger Neustadt und Linden
In Höhe der Bahnstrecke Hannover–Altenbeken (am Schnittpunkt der hannoverschen Stadtteile Ricklingen, Linden-Süd und Calenberger Neustadt) mündet der Schnelle Graben in die Ihme, deren Abfluss dadurch um ein Vielfaches vergrößert wird. Der Schnelle Graben beginnt in Höhe der Mitte des Maschsees und entnimmt der Leine einen erheblichen Teil ihres Wassers. Er wurde bereits 1449 als Snellegrave urkundlich erwähnt.
Bei Hochwasser wird der größte Teil des Leinewassers in die Ihme geleitet, um die Innenstadt von Hannover vor Überschwemmungen zu bewahren. Dazu liegt das Flussbett der Ihme zwischen Schnellem Graben und Mündung innerhalb eines Flutgrabens (an mindestens einer, meist an beiden Seiten des normalen Flussbettes erstreckt sich eine große Freifläche), über dessen Kapazität selbst sehr starke Hochwässer abgeführt werden können.
Mit dem Bau des Maschsees wurde von 1934 bis 1937 auch eine Ihme-Begradigung verwirklicht. Der bisherige Bogen um die Lindener Aue verschwand und auf dem gewonnenen Gelände entstand der neue Schützenplatz. Die Ihme zwischen Einmündung des Schnellen Grabens und Brücke am Schwarzen Bären wurde leicht nach Westen versetzt begradigt und erhielt höhere Deiche. Auch die Legionsbrücke und die Stadionbrücke wurden damals gebaut. Die im Ihmebogen gelegenen Badeanstalten Schröder und Thießler, die Militärbadeanstalt und der Hannoversche Ruderclub von 1880 verloren ihre Plätze. Der Flusslauf wurde in diesem Bereich um 600 m auf 1.700 m verkürzt und die Abflussgeschwindigkeit im Hochwasserfall verdreifacht.

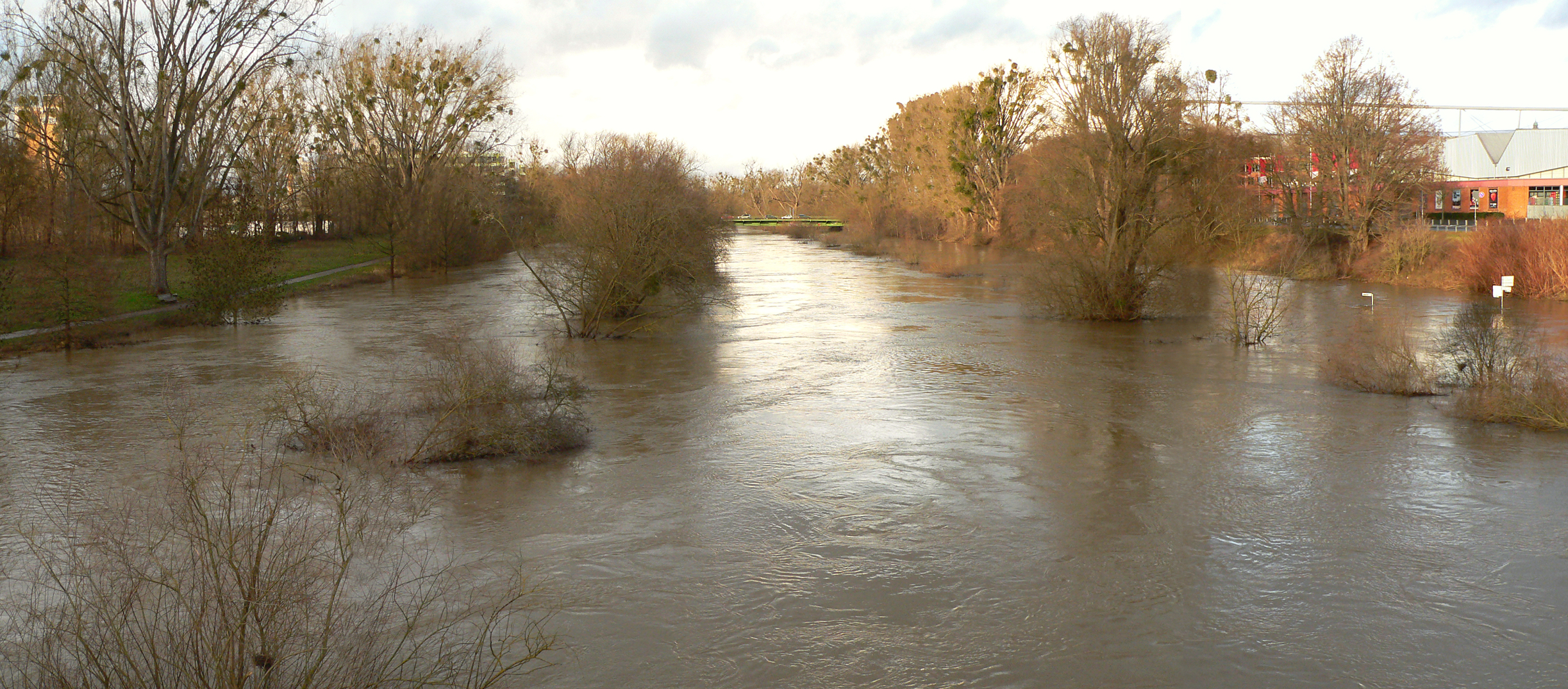
Die Ihme von der Lodemannbrücke gesehen beim Weihnachtshochwasser 2023/2024

Um den Hochwasserschutz bei Jahrhunderthochwassern weiter zu verbessern, wurde von 2008 bis 2012 die Benno-Ohnesorg-Brücke abgerissen und durch eine 20 m längere Konstruktion ersetzt. Durch Abgrabungen der Uferbereiche unter- und oberhalb der Brücke, aber jeweils nur am östlichen Ufer, wurde die mögliche Abflussmenge der Ihme bei Hochwasser deutlich vergrößert. Gegen die mit dieser Baumaßnahme verbundene Fällung zahlreicher Bäume am Ostufer zwischen Benno-Ohnesorg-Brücke und Leinertbrücke protestierten in einer Bürgerinitiative zusammengeschlossene Anwohner. Die neu gestaltete Grünfläche wird heute stark genutzt.
Im Stadtteil Linden-Mitte wurde am Ufer der Ihme in den 1970er Jahren im Stil des Brutalismus das Ihme-Zentrum errichtet. Nördlich davon befindet sich das Heizkraftwerk Linden, welches Strom und Fernwärme erzeugt. Nördlich der Stadtteile Linden-Nord und Calenberger Neustadt mündet die Ihme am so genannten „Leinedreieck“ in die Leine. Diese Stelle ist vor allem in Hannover als Fährmannseck bekannt, auf dem regelmäßig das Fährmannsfest Hannover stattfindet.

## Schifffahrt
Durch den Zufluss des Leinewassers über den Schnellen Graben wird die Ihme von einem Kleinfluss zu einer schiffbaren Wasserstraße. In Verbindung mit der Leine, dem Verbindungskanal zur Leine und dem Stichkanal Hannover-Linden besteht eine Verbindung zum Mittellandkanal. Diese landschaftlich reizvolle Strecke durch Hannover wird hauptsächlich von Ausflugsschiffen und der Sportschifffahrt genutzt.
Die Ihme ist unterhalb des Zuflusses des Schnellen Grabens ein beliebtes Revier für Hannovers Rudersport. Das Gewässer wird von drei Rudervereinen (Angaria, DRC, Ruderverein Linden) befahren. Mehrere kommerzielle Anbieter bieten einen Kanuverleih ab dem Schnellen Graben an, von dem aus auch die Ihme häufig befahren wird. Der Oberlauf der Ihme oberhalb dieses Grabens ist nicht befahrbar.

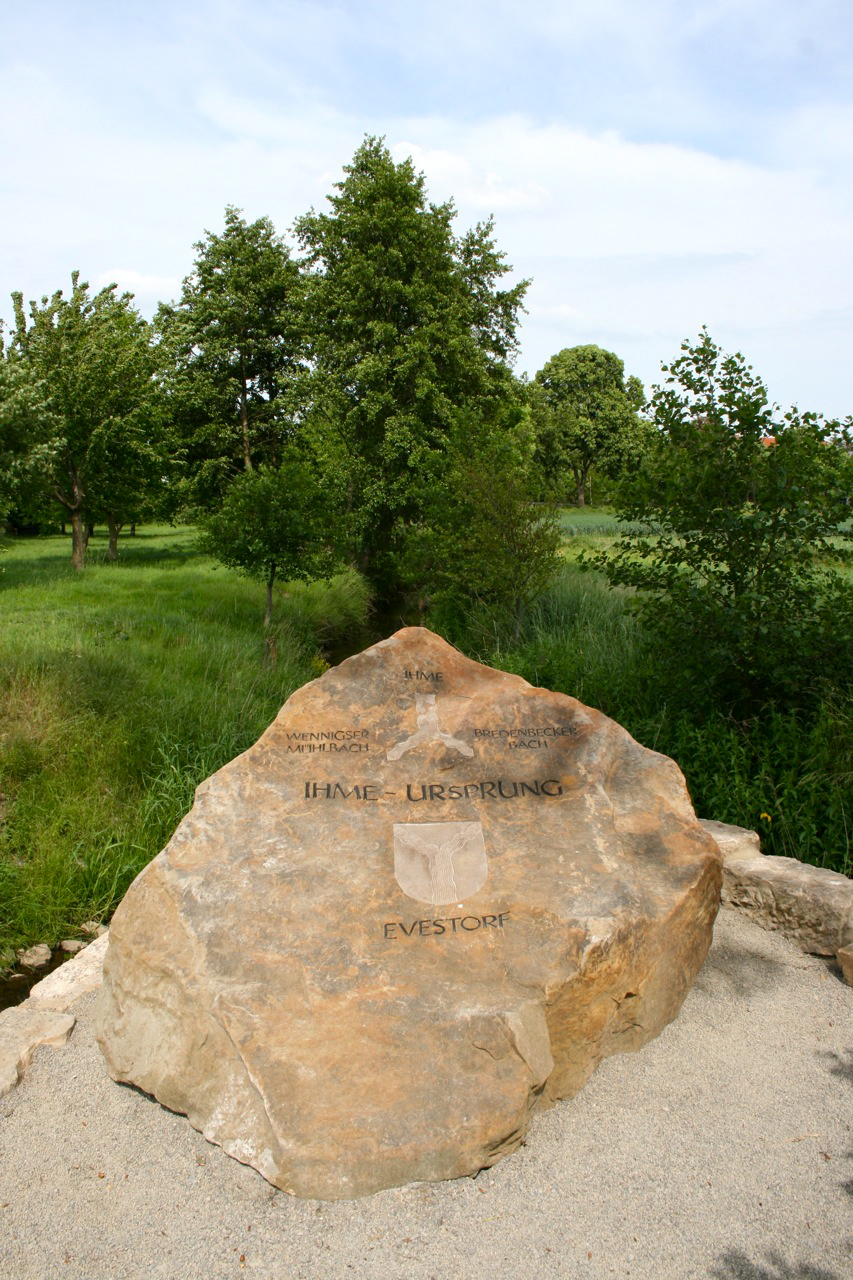
Ihmestein in Evestorf am Zusammenfluss von Wennigser Mühlbach und Bredenbecker Bach zur Ihme
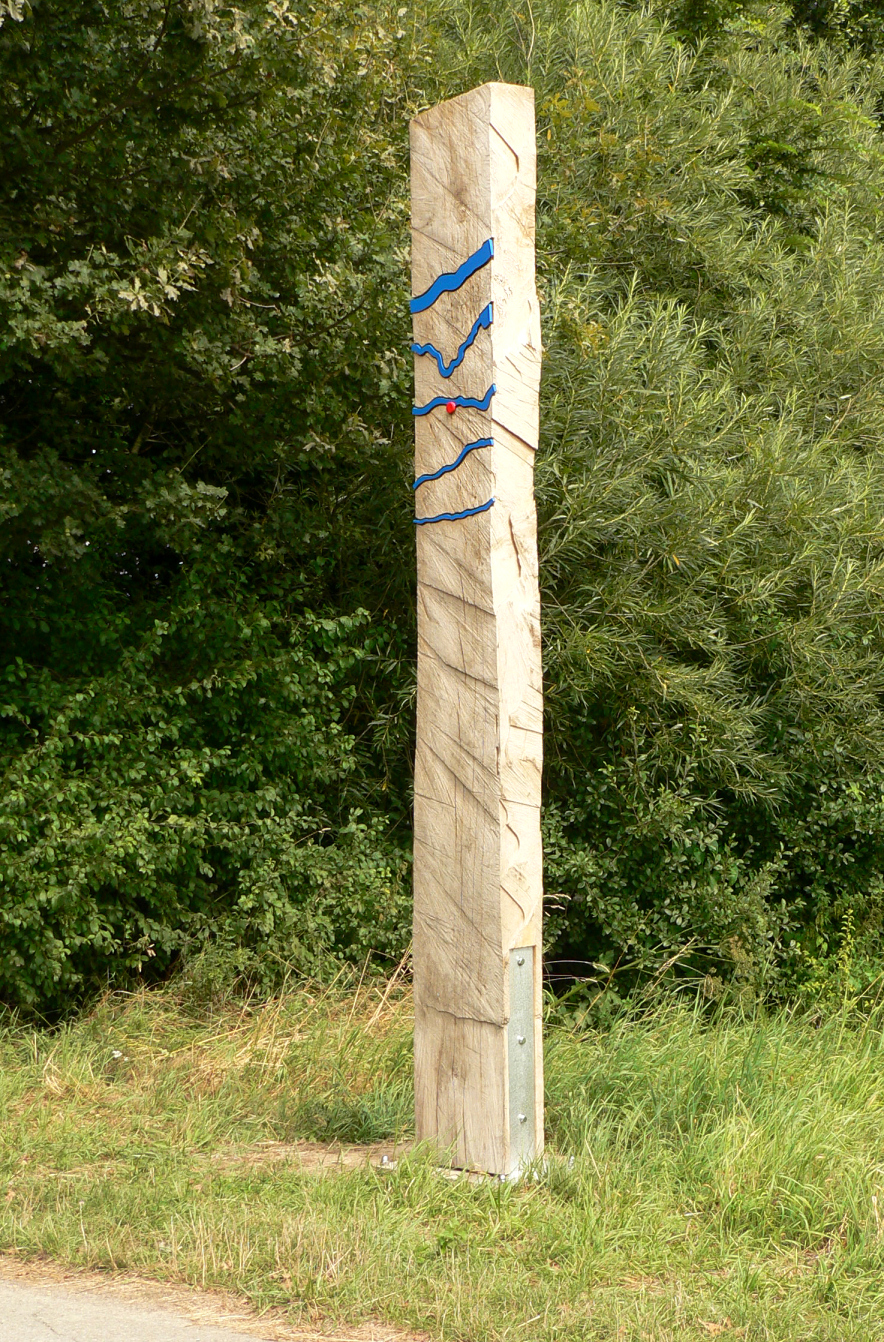
Wasserstele an der Querung des Grünen Rings Hannover über die Ihme bei Devese
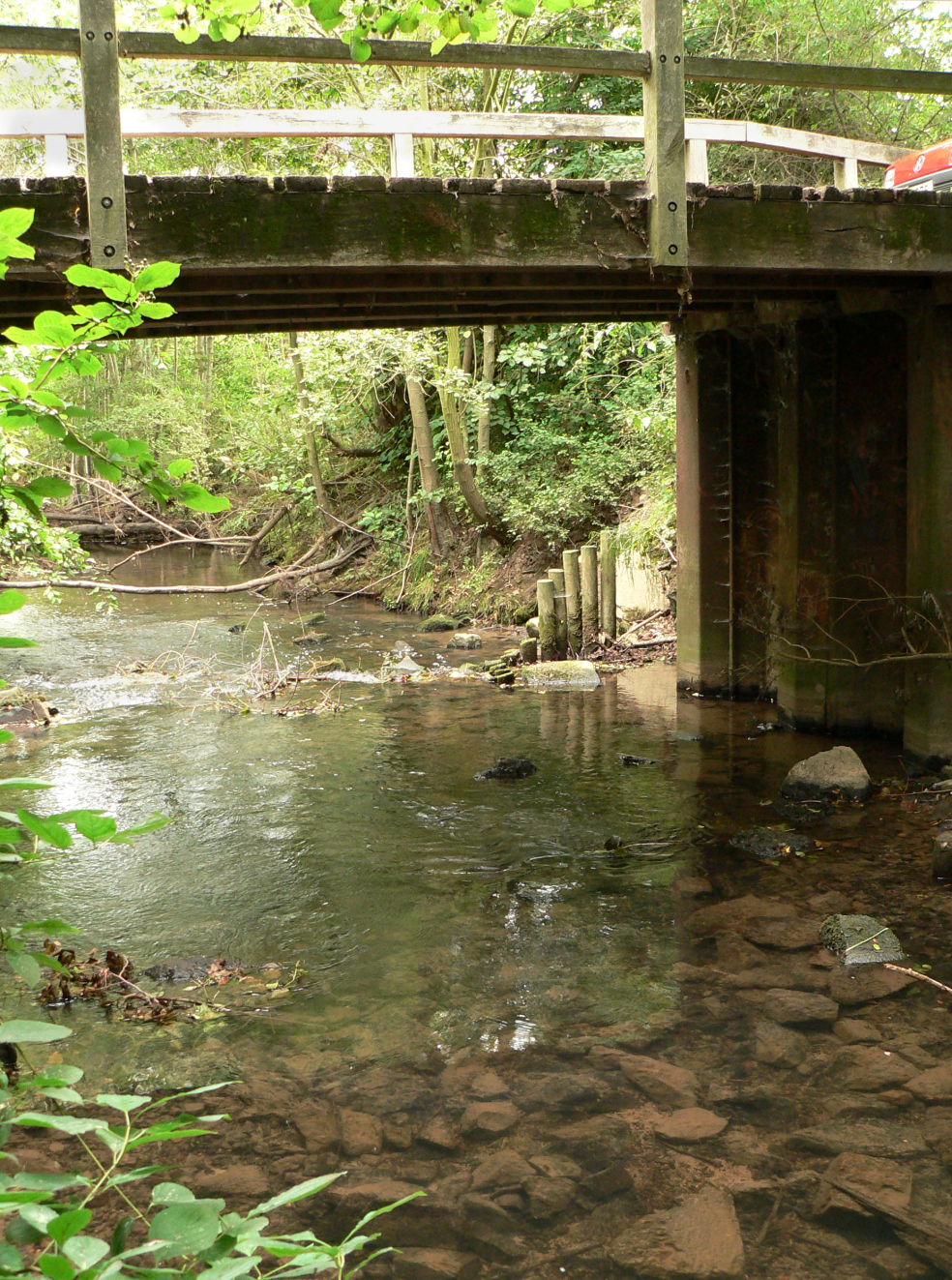
Ihmebrücke bei Devese
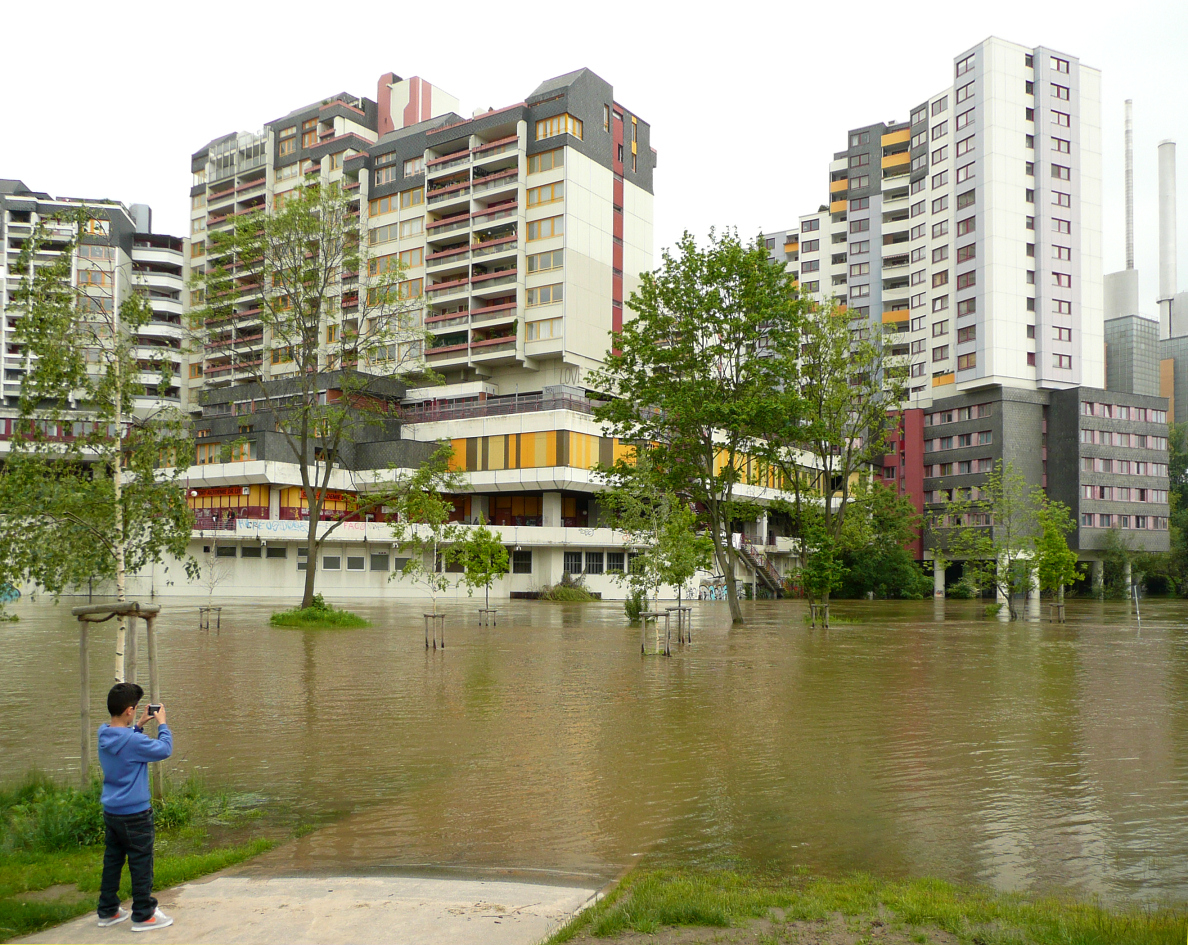
Hochwasser der Ihme am Ihme-Zentrum beim Hochwasser in Mitteleuropa 2013
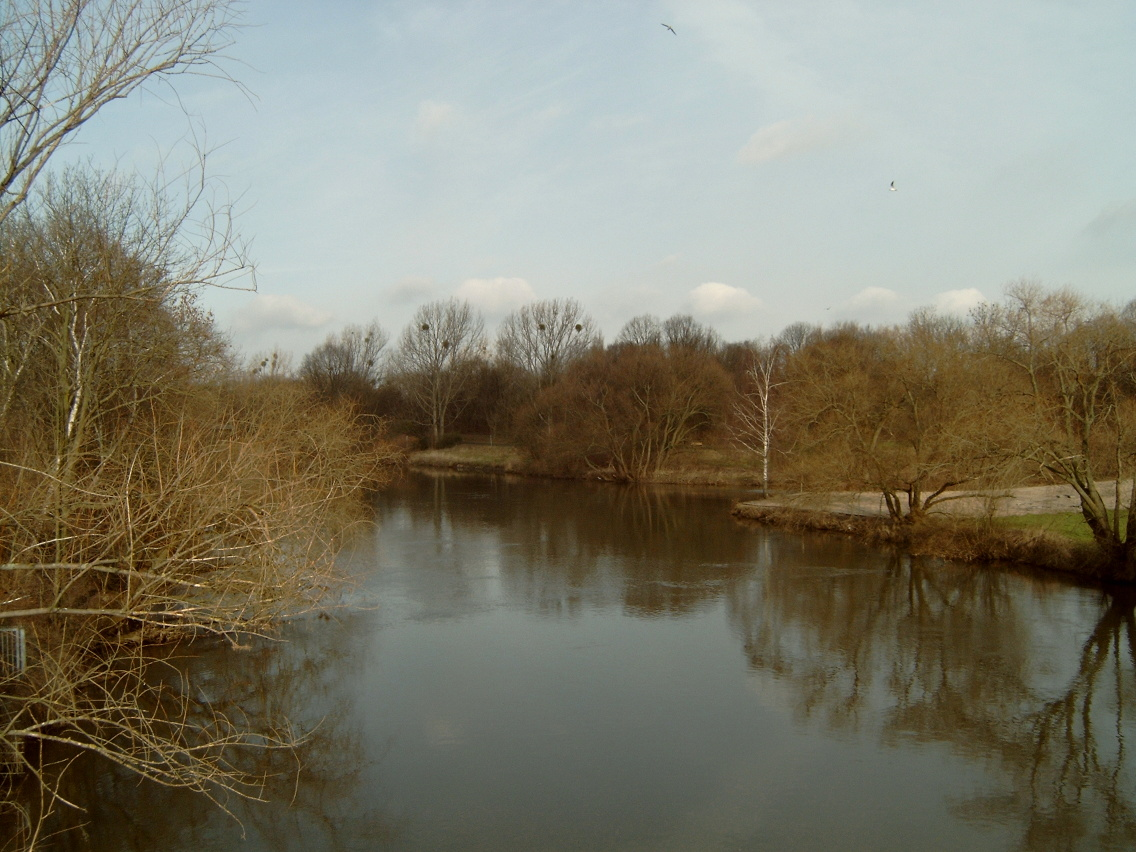
Ihme-Mündung in die Leine (Leine von rechts kommend)